# الگورتا، اوراگوای
الگورتا، اوراگوای (به لاتین: Algorta, Uruguay) یک منطقهٔ مسکونی در اروگوئه است که در Río Negro Department واقع شده‌است.

## خصوصیات
الگورتا ۷۷۹ نفر جمعیت دارد.